# Serie 2600 de CP
La serie 2600 es un tipo de locomotora al servicio de la división de larga distancia y carga de la empresa pública que gestiona el transporte ferroviario en Portugal - CP (Comboios de Portugal).

## Historia

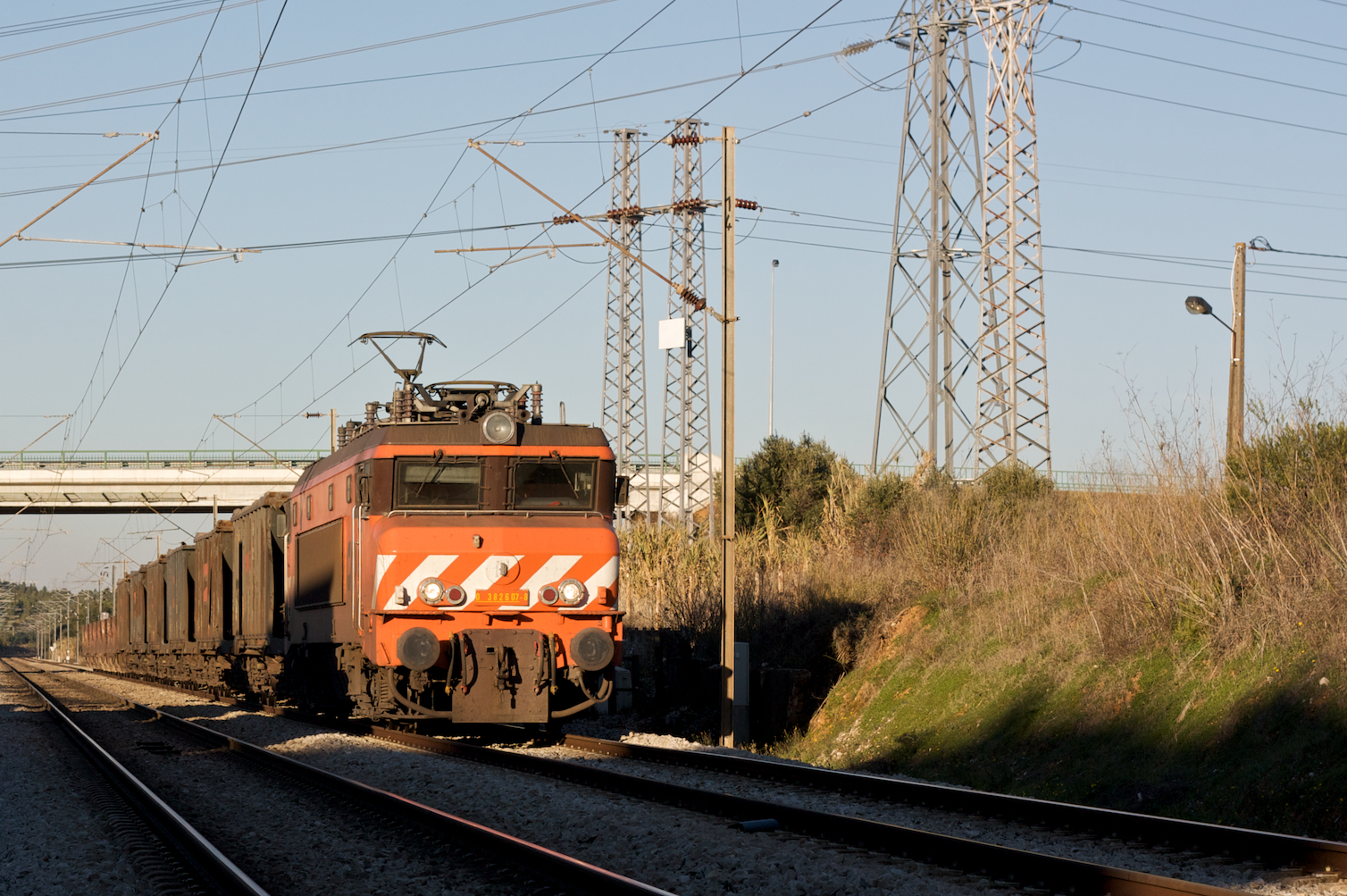
Locomotora 2607, remolcando una composición de mercancías en la Línea del Norte.

Esta serie de locomotoras entró en servicio en 1974, siendo fabricadas 12 unidades.
El 15 de mayo de 1982, uma locomotora de esta serie remolcó una composición especial, organizada por la operadora Caminhos de Ferro Portugueses para transportar al Papa Juan Pablo II desde Lisboa a Braga.

## Ficha técnica
Servicios: CP Larga Distancia, CP Carga – Logística y Transportes Ferroviarios de Mercancías S.A.
Partes Mecânicas: Groumpment d' Étude et d' Electrification de Chemins de Fer en Monofasé 50Hz, Alsthom.
Año de Entrada en Servicio: 1974 - 1975
Numeración UIC de la Serie: 9 0 94 0 382601 a 2612
Nº de Unidades Construidas: 12
Velocidad Máxima: 160 km/h (193 km/h como récord de velocidad portugués)
Largo (entre topes): ~17,5 m
Motores de Tracción: Fabricantes / Cantidad / Tipo: Alstom / 2 / TAO - 660 A1
Equipamiento Eléctrico de Tracción: Fabricantes: Alstom / B.B.C. / Jeumont - Schneider / MTE
Potencia: 2866 kW (3900 CV)
Tensión de Funcionamiento: 25kV - 50Hz
Ancho de Via: 1668 mm
Disposición de ejes: Bo' Bo'
Otros datos relevantes: Locomotoras de diseño Nez-Cassée del famoso diseñador francés Paul Arzens iniciado en la serie 40100 de los ferrocarriles franceses, fueron las primeras locomotoras de la CP aptas a circular a 160 km/h, pero tan solo fue posible optar a dicha velocidad en servicio comercial con la llegada de las vagones CORAIL en 1986, si bien la marca no se pudo lograr hasta 1998 cuando fueron autorizados a circular comercialmente a esa velocidad. A lo largo de los años han efectuado especialmente servicios de pasajeros y recientemente fueron modernizadas, aumentando aún más su vida útil en varios años.